# 130 nanómetros
130 nanómetross se refiere a una tecnología de proceso de semiconductores producidos entre los años 2002 y 2003 por las principales empresas de ese sector, tales como las estadounidenses Intel, AMD, IBM, Texas Instruments y la taiwanesa TSMC.
Asimismo, la tecnología de proceso de 45 nanómetros reflejó una tendencia histórica, la cual estipula que la densidad (en términos prácticos, el número de transistores) de los microprocesadores, o en general de los circuitos integrados se incrementa a un ritmo aproximado de un 70% cada 2 o 3 años (básicamente manteniendo el mismo tamaño del núcleo del mismo).

## Productos fabricados con la tecnología de proceso de 130 nm
La siguiente es una lista de versiones de series de microprocesadores, en muchos casos incluyendo sus respectivas fechas de lanzamiento al mercado:
- Motorola PowerPC (Performance Optimized With Enhanced RISC, “Rendimiento optimizado con RISC mejorado”), en sus versiones G4 7447 y 7457 - 2002
- IBM PowerPC G5 970 – octubre de 2002 – junio de 2003
- Intel Pentium III (Tualatin), con una caché L2 de 512 kiB montada sobre el núcleo de la CPU y a la misma velocidad que éste (on die) – abril de 2001
- Intel Celeron (Tualatin-256), con 256 kiB de caché on die (al igual que el anterior Pentium III Coppermine de 180 nanómetros) - 2 de octubre de 2001
- Intel Pentium M (Banias) – 12 de marzo de 2003)
- Intel Pentium 4 (Northwood)- 7 de enero de 2002
- Intel Celeron (Northwood-128) – 18 de septiembre de 2002
- Intel Xeon Prestonia y Gallatin, habiendo sido este último la base para el Pentium 4 EE (Extreme Edition) – 25 de febrero de 2002
- AMD Athlon XP Thoroughbred, Thorton (con una caché L2 de 256 kiB) y Barton (con una caché L2 de 512 kiB)
- AMD Athlon MP (Thoroughbred) – 27 de agosto de 2002.
- AMD Athlon XP-M (Thoroughbred, Barton y Dublin)
- AMD Duron (Applebred), 21 de agosto de 2003.
- AMD K7 Sempron Thoroughbred-B, Thorton y Barton.
- AMD K8 Sempron (Paris) – 28 de julio de 2004
- AMD Athlon 64 (Clawhammer) y (Newcastle) – 23 de septiembre de 2003
- AMD Opteron (Sledgehammer) - 30 de junio de 2003
- Elbrus E2K 1891ВМ4Я (1891VM4YA) – 27 de abril de 2008
- MCST R-500S 1891BM3 – 27 de julio de 2008
- VIA C3 - 2001
- Vortex 86SX -